# Anwar El Ghazi
Anwar El Ghazi - em árabe, أنور الغازي (Barendrecht, 3 de maio de 1995) - é um futebolista neerlandês de origem marroquina que atua como atacante. Atualmente está no Cardiff City.

## Carreira
Anwar El Ghazi começou a carreira no Ajax.

## Títulos
PSV Eindhoven
- Copa dos Países Baixos: 2022–23
- Supercopa dos Países Baixos: 2023